# Дуло (зброя)

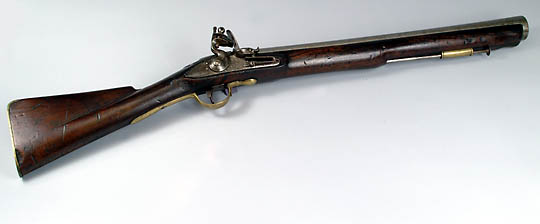
Мушкетон XVIII сторіччя з дулом-воронкою для спрощення заряджання картеччю

Ду́ло  — передній кінець, вихідний отвір ствола вогнепальної зброї.
У спеціальній літературі, як правило, цей термін не вживають. Натомість вживають терміни «вихідний отвір» та «дуловий зріз». Крім того, його використовують у назві пристрою «дулове гальмо» (справді, дулове гальмо закріплюється на передньому кінці ствола зброї).
У розмовній мові та художній літературі слово «дуло» часто вживають, маючи на увазі ствол зброї. У професійних військових і зброярів іменування ствола зброї дулом викликає таку ж негативну реакцію, як у інженерів-механіків іменування отвора «діркою».
Форма і якість виконання дульного зрізу сильно впливають на купчастість стрільби з снайперської гвинтівки.
Існують різні насадки на вихідний отвір для мисливських гладкоствольних рушниць для збільшення та зменшення купчастості стрільби (чок).